# Atelierteatern
Atelierteatern är en teater i Göteborg som bildades 1951 av Dan Sjögren, Ann-Marie Gyllenspetz, Birgitta Andersson, Rustan Älveby, Sven Nilsson, Bo Swedberg och Ove Tjernberg. Bland de skådespelare som stått på Atelierteaterns scen finns Tommy Berggren, Babben Larsson och Olle Pettersson.
Som lokal användes den tidigare Savoyteatern som startat sin verksamhet på 1930-talet under namnet Café Orientàle på en kägelbana i en fastighet på Kungstorget 5 i Göteborg. Öppningspjäsen var den lättsamma komedin Sex i elden av Francis Swann, som hade premiär 24 november 1951.
Under 1960-talet sattes många pjäser upp ur den samtida europeiska dramatiken som på så sätt fick sin svenska premiär på Atelierteaterns scen. Martha Vestin och Ulf Ekeram regisserad flera uppsättningar av bland andra Eugene Ionesco och Max Frisch. Åren 1965–1969 var Ellen Bergman teaterns ledare. 1974 omvandlades verksamheten från att ha varit en privatteater till att bli en fri teatergrupp.
Efter att teaterns lokaler totalförstördes i samband med en brand 1996, flyttade teatern in i nya lokaler på Erik Dahlbergsgatan i centrala Göteborg hösten 1996. I augusti 2004 flyttade Atelierteatern till lokaler i Gårda.